# Stefano Prvovenčani
Stefano I Nemanjić, detto Prvovenčani in serbo Стефан Првовенчани Немањић (1165 circa – 24 settembre 1228), è stato un Gran Principe di Rascia (o Raška).

## Biografia
Figlio di Stefano Nemanja ("Nemanjić" è il patronimico, significa "figlio di Nemanja") e di sua moglie Anna, alla morte del padre ricevette la corona di Principe di Rascia. Gli altri suoi fratelli ebbero il potere sui diversi principati serbi: Vukan governava la Doclea e Rastko la Zahumlje. Ben presto Stefano e Vukan vennero in conflitto, sostenuti rispettivamente da Kalojan di Bulgaria e da Emerico d'Ungheria con Papa Innocenzo III: la Bulgaria e l'Ungheria miravano, infatti, entrambe alla conquista della Serbia.
Nel 1202 le Armate di Vukan sconfissero l'esercito di Stefano e la Serbia passò completamente in mani ungheresi. Fino al 1205 la guerra civile non smise mai, fino a che i due fratelli siglarono un accordo di pace: Vukan sarebbe restato a capo della Doclea, mentre Stefano sarebbe diventato sovrano di tutta la Serbia; ovviamente l'Ungheria fu estromessa da questo accordo.

### La politica diplomatica
La Quarta crociata non riuscì a liberare la Terra santa, ma gli eserciti cristiani occuparono Costantinopoli e vi fondarono nel 1204 l'Impero latino: questo causò la dissoluzione dell'Impero bizantino.
Kalojan di Bulgaria che aveva combattuto a fianco dei Crociati decise di muovere loro guerra, ma nel 1207 fu ucciso in battaglia. Stefano decise di attaccare la Bulgaria: riconquistò le città di Vranje, Polog, Prizren e soprattutto Niš, strategica perché posta lungo la strada tra l'Europa centrale e Costantinopoli. Presa Niš, la Serbia ebbe un ruolo cruciale nella politica commerciale nei Balcani. Strinse, allora, un'alleanza con Roma e con la Repubblica di Venezia: ottenne nel 1207 dal Doge Pietro Ziani la mano della nipote del suo predecessore Enrico Dandolo, Anna, e chiese al Pontefice di incoronarlo re.

### Stefano "primo incoronato"

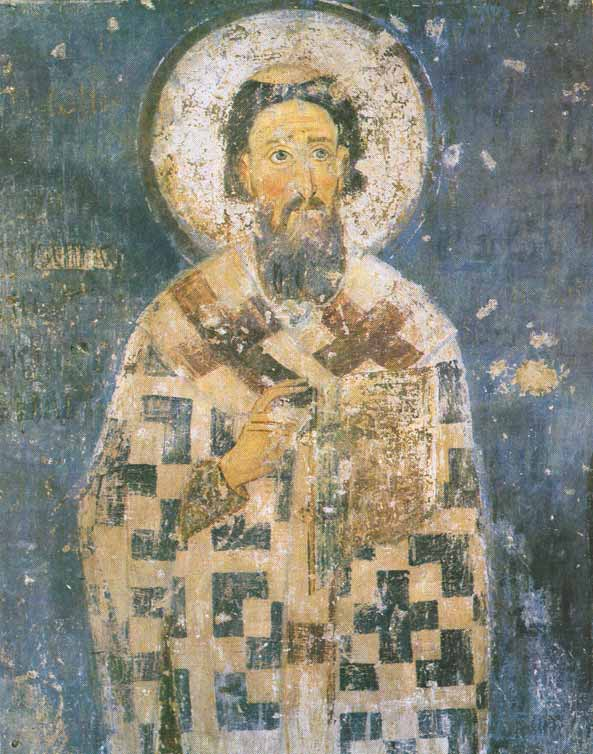
San Sava

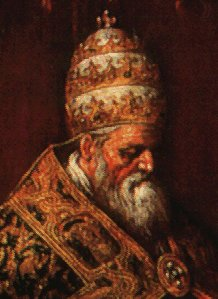
Papa Onorio III

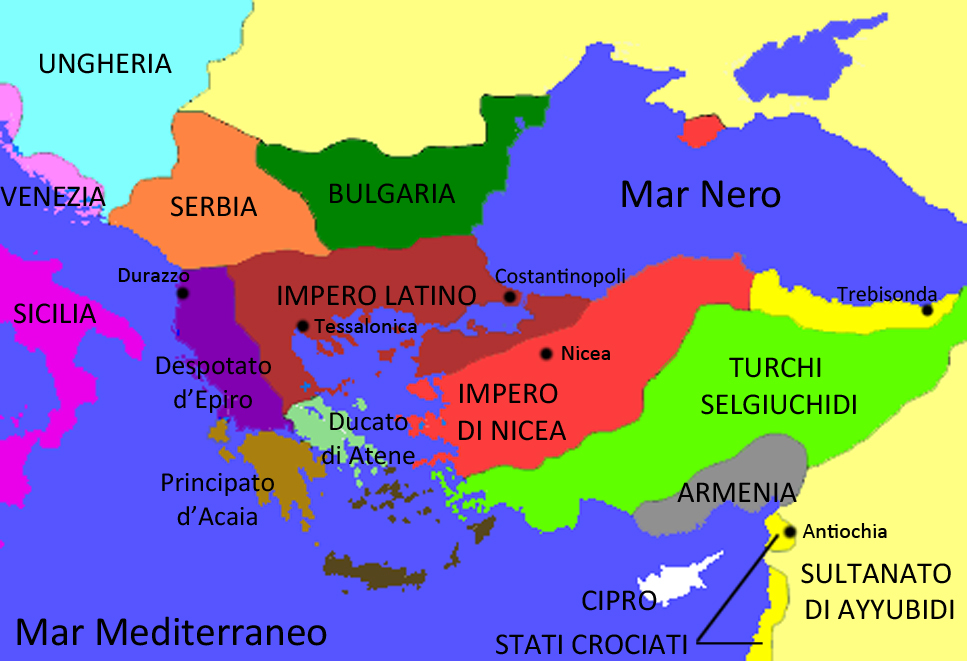
La Serbia (arancione) nel 1215

Papa Onorio III mandò in Serbia nel 1217 i suoi emissari che portarono a Stefano la corona di Serbia. Con questo atto, Stefano, che fino ad allora era Gran principe di Rascia, divenne il primo sovrano dell'intera Serbia: per questo gli fu dato l'appellativo di "primo incoronato", in serbo Првовенчани?, Prvovenčani.
La corona concessa da un pontefice romano era un problema per il sovrano di un popolo ortodosso. Dopo la presa di Costantinopoli il vecchio Impero bizantino aveva due sovrani: mentre Jolanda di Brienne, succeduta ad Enrico di Fiandra, regnava sull'Impero latino, Teodoro Ducas governava il Despotato d'Epiro col titolo d'imperatore e a Nicea Teodoro Laskaris aveva fondato un suo impero, entrambi rivendicando la legittimità del trono di Bisanzio. Laskaris godeva dell'appoggio della nobiltà bizantina e del Patriarcato di Costantinopoli.
Stefano condusse trattative con Laskaris e con il Patriarcato: chiese ed ottenne l'autocefalia della Chiesa ortodossa serba in cambio dell'abbandono dell'appoggio del Papa, e ne affidò la guida al fratello Rastko che divenne Arcivescovo e che sarà conosciuto in seguito come San Sava. Nel 1219, Sava incoronò Stefano re ortodosso dei Serbi e il potere di Roma fu allontanato definitivamente.
Qualche tempo prima di morire, Stefano si fece monaco. A succedergli fu il primo figlio Stefano Radoslav, avuto dal suo precedente matrimonio con la figlia dell'imperatore Alessio Angelo, Eudocia.
Altri suoi figli furono Komnena Nemanjić, Stefano Vladislav I di Serbia (1233-1243) e Saba II di Serbia.